# Phare de l'île Tristan
Le phare de l'île Tristan se trouve à l'entrée du port de Douarnenez sur la petite île Tristan.
C'est une petite tour grise, avec bande blanche et haut noir.

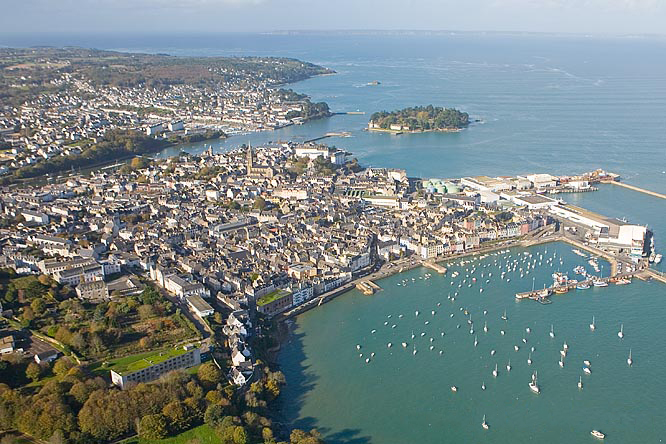
Île Tristan (Douarnenez)